# Raymond Tapiwa Mupa

Wappen von Raymond Tapiwa Mupa als Bischof von Chinhoyi

Raymond Tapiwa Mupa CSsR, auch Raymond Tapiwa Mupandasekwa, (* 28. April 1970 in Tamirepi) ist ein simbabwischer Ordensgeistlicher und römisch-katholischer Bischof von Masvingo.

## Leben
Raymond Tapiwa Mupa wurde in Tamirepi als Sohn eines Polizisten und einer Näherin geboren. 1990 absolvierte er ein theologisches Propädeutikum in Chimanimani. Anschließend studierte er zunächst von 1991 bis 1993 Philosophie und ab 1995 Katholische Theologie am Priesterseminar in Chishawasha. Daneben absolvierte er von 1994 bis 1995 ein Pastoralpraktikum in der Missionsstation All Souls in Mutoko. 1996 trat Mupa der Ordensgemeinschaft der Redemptoristen bei und absolvierte 1997 das Noviziat in Südafrika. Am 21. Februar 1998 legte er die zeitliche Profess ab. Im Jahr 2000 schloss er am Priesterseminar in Chishawasha das Studium der Katholischen Theologie ab. Nachdem Mupa im Dezember 2000 die ewige Profess abgelegt hatte, empfing er im selben Jahr die Diakonenweihe und am 4. August 2001 in Hatcliffe durch den Erzbischof von Harare, Patrick Fani Chakaipa, das Sakrament der Priesterweihe.
Von 2001 bis 2005 war Raymond Tapiwa Mupa als Pfarrvikar in Mabvuku und Tafara tätig. Daneben erwarb er 2004 am St. Augustine’s College of South Africa einen Master im Fach Katholische Theologie mit Spezialisierung im Kirchenrecht. Von 2005 bis 2007 war Mupa Pfarrer der Pfarrei St. Gerard’s in Borrowdale im Erzbistum Harare, bevor er für weiterführende Studien nach Rom ging, wo er 2010 an der Päpstlichen Akademie Alfonsiana ein Lizenziat im Fach Moraltheologie erwarb.
Nach der Rückkehr in seine Heimat war Raymond Tapiwa Mupa von 2010 bis 2014 Pfarrer der Pfarreien St. Fidelis in Mabvuku und St. Alphonsus in Tafara sowie von 2013 bis 2015 auch Dechant des Dekanats Outer City. Zudem lehrte er von 2010 bis 2015 Moraltheologie am Priesterseminar in Chishawasha und am Holy Trinity College in Harare. Von 2012 bis 2014 war Mupa zusätzlich Professor für Kirchenrecht am Holy Trinity College. 2014 wurde Raymond Tapiwa Mupa Vizerektor des Holy Trinity College und 2015 Superior der Redemptoristen in Harare. Überdies wirkte er ab 2015 auch als Pfarrer in Chiweshe und der Pfarrei St. Gerard in Harare.
Am 30. Dezember 2017 ernannte ihn Papst Franziskus zum Bischof von Chinhoyi. Der Erzbischof von Harare, Robert Christopher Ndlovu, spendete ihm am 7. April 2018 auf dem Gelände der Chinhoyi University of Technology die Bischofsweihe; Mitkonsekratoren waren der Apostolische Nuntius in Simbabwe, Erzbischof Marek Zalewski, und der Bischof von Gokwe, Rudolf Nyandoro. Sein Wahlspruch Copiosa apud eum redemptio („Bei ihm ist Erlösung in Fülle“) stammt aus Ps 130,7 . Seit 2022 fungiert Mupa zudem als Vizepräsident der Simbabwischen Bischofskonferenz (ZCBC). Darüber hinaus leitet er in der Bischofskonferenz die Kommission für den Klerus, die Ordensleute und die Berufungspastoral und ist für die Päpstlichen Missionswerke zuständig.
Papst Franziskus bestellte ihn am 15. September 2023 zum Bischof von Masvingo. Die Amtseinführung erfolgte am 9. Dezember desselben Jahres.